# Scomber japonicus
El estornino, caballa del Pacífico o tonino (Scomber japonicus) es una especie de pez perciforme de la familia Scombridae.

## Descripción
El dorso es de un color azul verdoso marcado de bandas sinuosas oscuras más o menos nítidas. Tiene los flancos y vientre amarillo plateado, jaspeado de gris y la parte superior de la cabeza traslúcida.
A menudo es confundido con la caballa (Scomber scombrus), aunque esta es más listada y el estornino más moteado.
Suele alcanzar los 50 cm.

## Costumbres
Es un pez gregario que realiza largas migraciones. Forma grandes bancos, sobre todo en la zona costera. Por lo general se encuentra en la superficie, aunque en caso de peligro puede sumergirse rápidamente hasta más de 300 metros.

## Pesca
Se pesca con redes, sedal, volateros y curricán de superficie.
En la pesca con sedal, se aconseja como cebo anchoas, sardinas y pequeños peces.